# Lady Bird Johnson
Claudia Alta Taylor Johnson, detta Lady Bird (Karnack, 22 dicembre 1912 – West Lake Hills, 11 luglio 2007) è stata una first lady statunitense, moglie di Lyndon B. Johnson, 36° presidente degli Stati Uniti d'America.

## Biografia

### Primi anni

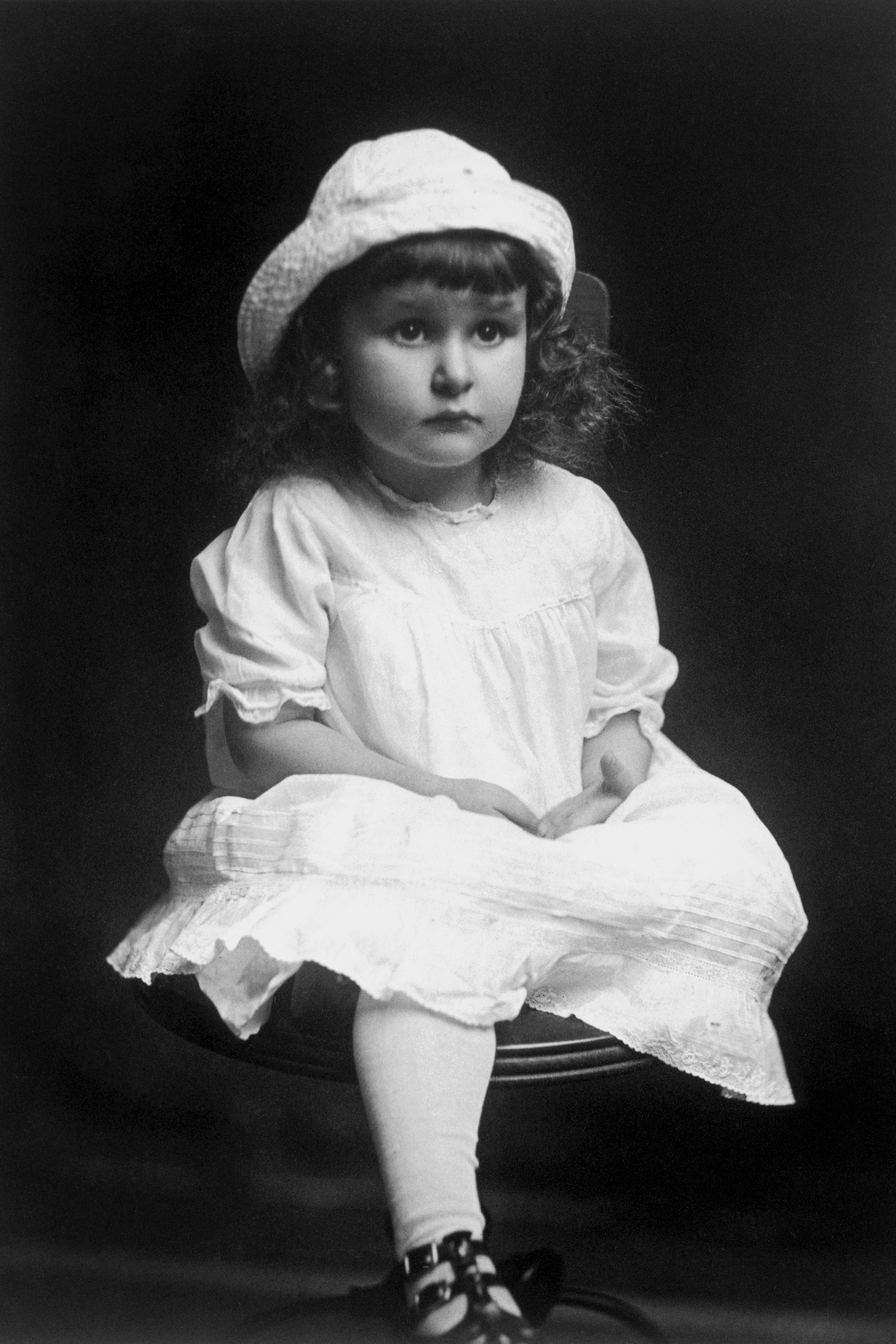
Lady Bird nel 1915, all'età di tre anni.

Ultima di tre figli, Claudia Alta Taylor nacque a Karnack in Texas, vicino al confine con la Louisiana. Suo padre Thomas Jefferson Taylor (1874-1960) era nativo dell'Alabama e di origini britanniche-gallesi-danesi mentre sua madre Minnie Lee Pattillo (1874-1918), anch'ella originaria dell'Alabama era di origini inglesi e scozzesi. Chiamata Claudia per via del fratello della madre Claud, il suo soprannome "Lady Bird" ("coccinella") fu coniato dalla sua governante Alice Tittle. Quel soprannome praticamente sostituirà il suo nome vero per tutta la sua vita. Dopo la morte di sua madre, Lady Bird fu cresciuta da sua zia Effie Pattillo.
Con l'intenzione di diventare una reporter, Lady Bird conseguì la laurea in arte nel 1933 e una seconda in giornalismo nel 1934. Tuttavia le sue ambizioni furono rimandate quando Lady Bird conobbe Lyndon Baines Johnson, un giovane aspirante politico Johnson le propose di sposarla pochissimo tempo dopo il loro primo incontro, ma Lady Bird accettò soltanto dieci settimane dopo. La coppia si sposò il 17 novembre 1934 a San Antonio in Texas. Dopo tre aborti, la coppia ebbe due figlie: Lynda Bird Johnson Robb nata nel 1944 e Luci Baines Johnson nata nel 1947.

### First Lady degli Stati Uniti

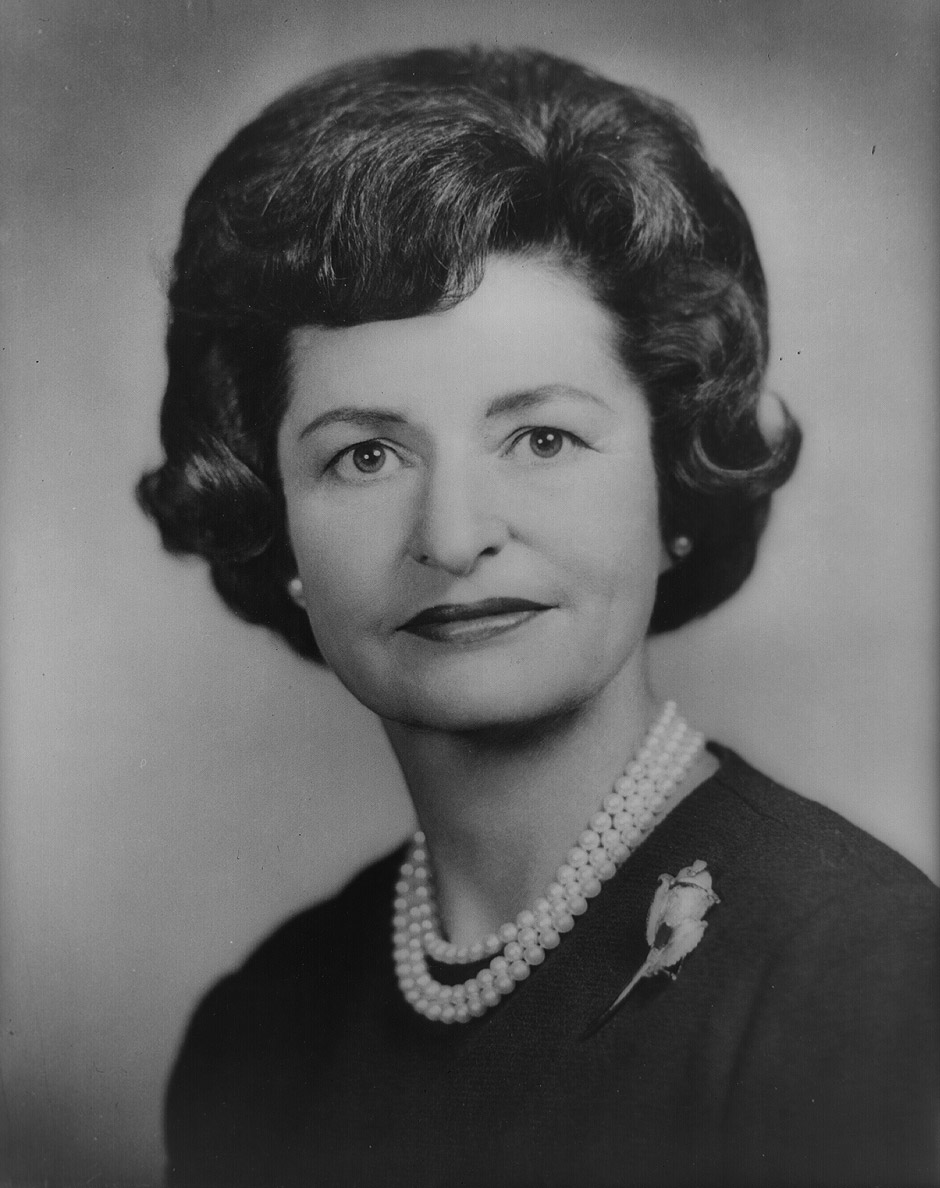
Lady Bird Johnson nel 1962 ca.

Lady Bird e la famiglia si trasferirono a Washington per agevolare la scalata politica di Johnson, e la moglie lo aiutò molto, anche economicamente, finanziando la sua campagna con i soldi ereditati dalla madre. John F. Kennedy scelse Lyndon Johnson come proprio compagno di campagna per le elezioni presidenziali statunitensi del 1960, dando un importante ruolo anche a Lady Bird, dato che sua moglie Jacqueline Kennedy in quel periodo era incinta. Kennedy e Johnson vinsero le elezioni a novembre, e in quanto moglie del vicepresidente, Lady Bird spesso fece da sostituta di Jacqueline Kennedy durante le funzioni ed eventi ufficiali. I Johnson erano con Kennedy a Dallas quando il presidente fu assassinato, e Lyndon fu costretto a prestare giuramento come presidente degli Stati Uniti d'America appena due ore dopo.
Come first lady, Lady Johnson iniziò un progetto per migliorare le condizioni estetiche di Washington, chiamato Society for a More Beautiful National Capital, sia per i residenti che per i turisti, piantando milioni di fiori. Fu sempre lei a creare l'attuale ufficio della first lady. Lady Bird fu la prima ad avere un addetto stampa (la sua amica dai tempi dell'università Liz Carpenter), un capo dello staff, ed un portavoce con il congresso. In pratica Lady Bird fu la prima ad assumere personale che lavorasse specificatamente per i progetti della first lady. Durante le elezioni del 1964, viaggiò con il proprio treno per tutti gli stati del Sud per promuovere la legge Civil Rights Act, arrivando a tenere anche 45 discorsi in cinque giorni.
Nel 1970 Lady Bird Johnson pubblicò A White House Diary, le proprie memorie in cui raccontava il dietro le quinte di vari eventi storici accaduti durante gli anni del mandato del marito. Fu protetta dai servizi segreti per quarantaquattro anni, più a lungo di chiunque altro nella storia e lasciando un ottimo ricordo di sé e rimpianto negli agenti della scorta per la sua gentilezza.

### Ultimi anni
Dopo che l'ex presidente Johnson morì per un attacco di cuore nel 1973, Lady Bird Johnson ha continuato ad essere molto attiva in vari campi. Dal 1971 al 1978 fece parte del consiglio dell'università del Texas, oltre che di quelli del National Park Service e del National Geographic Society (la prima donna a farne parte). Il 22 dicembre 1982 (giorno del suo settantesimo compleanno), lei e l'attrice Helen Hayes fondarono la National Wildflower Research Center, un'organizzazione no profit dedicata alla conservazione ed alla reintroduzione di piante autoctone. In seguito il centro è stato ufficialmente rinominato Lady Bird Johnson Wildflower Center.
Nel giugno 2007, Lady Bird trascorse sei giorni presso il Seton Hospital ad Austin, per una febbricola. Alle 4:18 (CDT) dell'11 luglio 2007, Lady Bird Johnson morì per cause naturali a 94 anni. Ha ricevuto sepoltura accanto al marito, nel cimitero privato del Lyndon B. Johnson National Historical Park.